# Coefficient d'art

## Concept
Marcel Duchamp énonce le concept de Coefficient d'art dans sa conférence de Houston prononcée lors d'une réunion de la Fédération Américaine des Arts, en avril 1957 (texte anglais original, intitulé « The Creative Act », rédigé en anglais en janvier 1957, publié dans Art News, vol.56, no4, New York, été 1957). Cette conférence a été publiée en français dans le livre dont la publication a été établie par Michel Sanouillet : « Duchamp du Signe, écrits », 1975, p.188-189, dans le chapitre « Le processus créatif », 1957.   
Marcel Duchamp y formule le concept en ces termes : « Pendant l’acte de création, l’artiste va de l’intention à la réalisation en passant par une chaîne de réactions totalement subjectives. La lutte vers la réalisation est une série d’efforts, de douleurs, de satisfactions, de refus, de décisions, qui ne peuvent ni ne doivent être pleinement conscients, du moins sur le plan esthétique. En fait, un chaînon manque à la chaîne des réactions qui accompagnent l’acte de création : cette coupure qui représente l’impossibilité pour l’artiste d’exprimer complètement son intention, cette différence entre ce qu’il avait projeté de réaliser et ce qu’il a réalisé est le « coefficient d’art » personnel contenu dans l’œuvre. »   
Le coefficient d'art est donc la différence entre l'intention de l’artiste au moment de créer une œuvre d'art et ce qu'est réellement l'œuvre à la fin du processus de fabrication.    
Pour les articles homonymes, voir Coefficient.
Cristobal Farriol propose une autre définition du coefficient d'art, se basant de façon assez large, sans livrer la citation originale, sur la publication de la conférence de Houston dans l'article The creative act (« Le processus créatif ») publié dans le magazine Art News (vol. 56, no 4, New York) en 1957 .
 En effet, il ajoute à ce concept la dimension que mentionne Marcel Duchamp à la fin de sa conférence, qui est la modification apportée à l'œuvre par le regard du spectateur. Dans le texte de l'artiste, le coefficient d'art proprement dit n'inclut néanmoins pas cette dimension. 
En écho à ce concept, l'essayiste et théoricien Norbert Hillaire propose le « coefficient de numéricité », qui met en lien la « relation ambiguë et complexe que les œuvres d’aujourd’hui entretiennent avec le numérique ».